# Штефані Шнайдер
Штефані Шнайдер (нім. Stephanie Schneider, 25 вересня 1990, Брайтенбрунн) — німецька бобслеїстка, розганяюча, виступає за збірну Німеччини з 2008 року. Чемпіонка світу в змішаних змаганнях з бобслею і скелетону, володарка срібної та бронзової медалей молодіжного чемпіонату світу, неодноразова переможниця та призерка національних першостей, різних етапів Кубка світу та Європи, учасниця зимових Олімпійських ігор в Сочі, де її двійка фінішувала десятою.